# Burgos
Burgos város Észak-Spanyolországban, az azonos nevű tartomány székhelye.
A 10-11. században Ó-Kasztília fővárosa volt, a spanyol polgárháború idején a nacionalisták főhadiszállása és kormányszékhelye.
Burgos a Szent Jakab-úton (zarándokúton) fekszik.
Fő látnivalója a 13. századi Szűz Mária-katedrális, amely a kulturális világörökség egyik helyszíne.

## Népesség
A település lakosságának változását az alábbi diagram mutatja:
| Lakosok száma | 166 251 | 169 682 | 173 676 | 178 966 | 179 251 | 177 776 | 176 608 | 175 821 | 174 051 | 175 895 |
|               | 2001    | 2004    | 2006    | 2009    | 2011    | 2014    | 2016    | 2019    | 2021    | 2024    |

## Fordítás
Ez a szócikk részben vagy egészben  a   Burgos című angol Wikipédia-szócikk fordításán alapul.  Az eredeti cikk szerkesztőit annak laptörténete sorolja fel. Ez a jelzés csupán a megfogalmazás eredetét és a szerzői jogokat jelzi, nem szolgál a cikkben szereplő információk forrásmegjelöléseként.